# Gourbeyrella romanowskii
Gourbeyrella romanowskii är en skalbaggsart som först beskrevs av Edmond Jean-Baptiste Fleutiaux och Sallé 1889.  Gourbeyrella romanowskii ingår i släktet Gourbeyrella och familjen långhorningar.
Artens utbredningsområde är Guadeloupe. Inga underarter finns listade i Catalogue of Life.